# Hurtado (Panamá Oeste)
Hurtado es un corregimiento del distrito de La Chorrera en la provincia de Panamá Oeste, República de Panamá. La localidad tiene 1599 habitantes (2023).

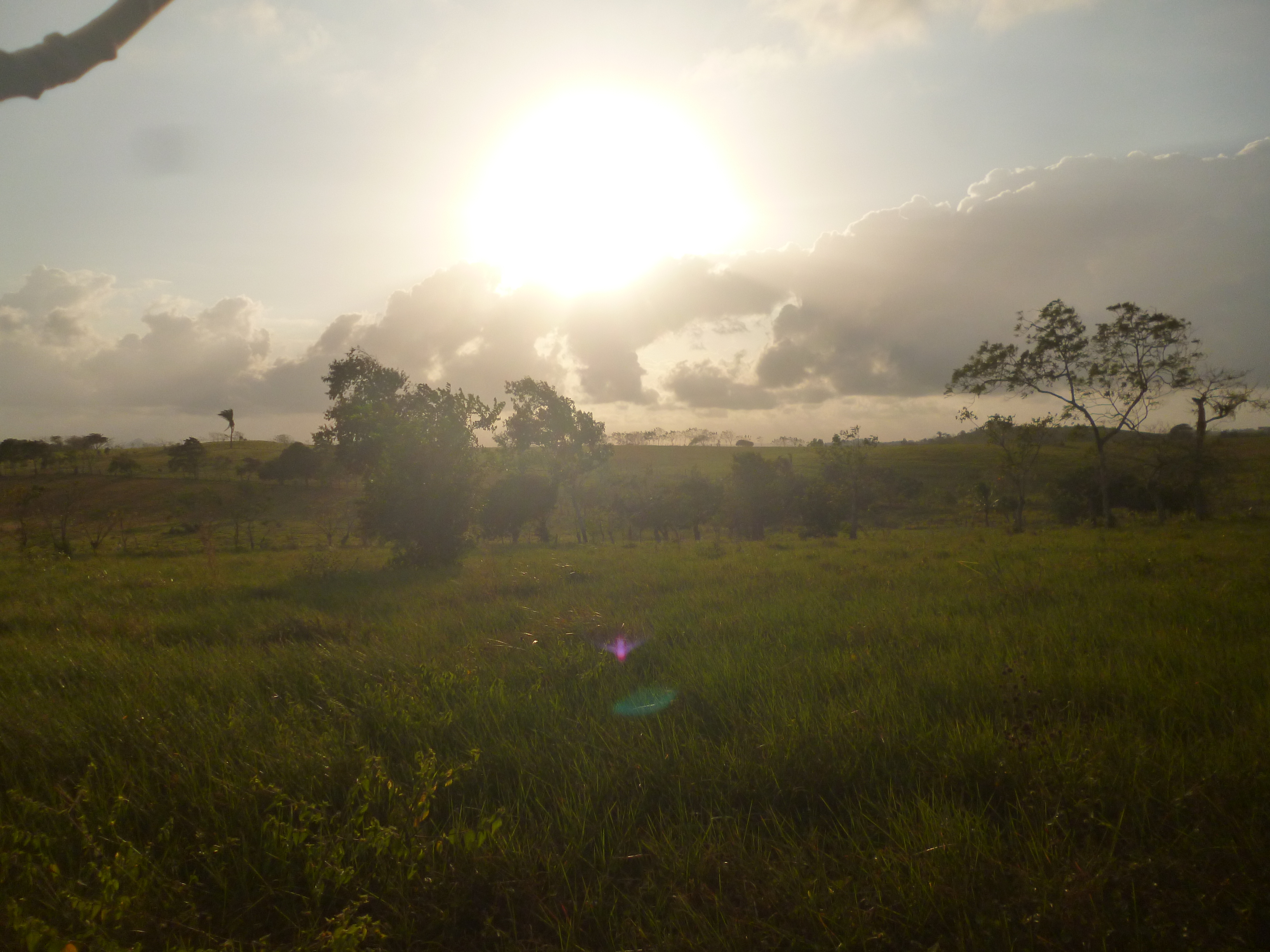
Corozales Afura